# The Benevolence of Sister Mary Ignatius
The Benevolence of Sister Mary Ignatius is het debuutalbum van de Lee Thompson Ska Orchestra, een Britse ska-band rond Lee Thompson, saxofonist van Madness. Het album verscheen in juni 2013 en is vernoemd naar Zuster Mary Ignatius Davis, een Jamaicaanse non die tot op hoge leeftijd muziekles gaf aan kansarme jongeren waaronder de latere leden van de Skatalites. 

## Geschiedenis
De Ska Orchestra werd in 2011 door Thompson opgericht als eerbetoon aan de skamuziek uit de jaren 60; het was eigenlijk bedoeld als eenmalig project, maar vanwege de positieve reacties en de vele aanbiedingen uit het festivalcircuit besloten Thompson en zijn collega's - waaronder Madness-bassist Mark Bedford - om verder te gaan. The Benevolence is een semi-instrumentaal album bestaande uit twaalf covers; de vocale nummers worden gezongen door Thompson en zwager Darren Fordham wiens rol vergelijkbaar is met die van Madness' Carl 'Chas Smash' Smyth. Voor de eerste single, Desmond Dekker's Fu Man Chu, werd Bitty McLean als gastzanger gevraagd. Als opvolger verscheen in 2014 een nieuwe versie van Bangarang met zangeres Dawn Penn en accordeoniste Sharon Shannon. 

## Tracklijst
| Nr. | Titel                         | Duur |
| --- | ----------------------------- | ---- |
| 1.  | Guns Fever                    | 3:32 |
| 2.  | Bangarang                     | 3:03 |
| 3.  | Midnight Rider                | 3:09 |
| 4.  | Fu Man Chu (ft. Bitty McLean) | 3:22 |
| 5.  | Ali Baba                      | 3:12 |
| 6.  | Mission Impossible            | 2:58 |
| 7.  | Eastern Standard Time         | 4:31 |
| 8.  | Hot Reggae                    | 4:00 |
| 9.  | Hello Josephine               | 3:40 |
| 10. | Napoleon Solo                 | 2:38 |
| 11. | Soon You'll Be Gone           | 2:39 |
| 12. | Soul Serenade                 | 4:55 |